# Суздалка (Новосибірська область)
Суздалка (рос. Суздалка) — село у Доволенському районі Новосибірської області Російської Федерації.
Входить до складу муніципального утворення Суздальська сільрада. Населення становить 953 особи (2010).

## Історія
Згідно із законом від 2 червня 2004 року органом місцевого самоврядування є Суздальська сільрада.

## Населення
| 1926 | 2002  | 2007 | 2010 |
| ---- | ----- | ---- | ---- |
| 3166 | ↘1081 | ↘975 | ↘953 |